# John Jameson
John Jonah Jameson III (también conocido con los alias El Hombre Lobo, Stargod y El Coronel Júpiter) es un personaje ficticio que aparece en los cómics estadounidenses publicados por Marvel Comics. El personaje es representado como el hijo de J. Jonah Jameson, el nieto de J. Jonah Jameson Sr. y amigo de Peter Parker. También ha sido retratado como el marido de Jennifer Walters/She-Hulk.
Daniel Gillies interpretó a ese personaje para Spider-Man 2 (2004) y Chris O'Hara lo interpretó en el Universo Spider-Man de Sony para Venom (2018).

## Historia de publicación
John Jameson debutó en The Amazing Spider-Man #1 (marzo de 1963), y fue creado por Stan Lee y Steve Ditko. Esta primera historia presenta al personaje como un destacado astronauta.
Durante su larga temporada en The Amazing Spider-Man durante la década de 1970, el escritor Gerry Conway hizo que Jameson se convirtiera en un hombre lobo, con el nuevo alias "The Man-Wolf". Conway explicó:

Había querido hacer algo con [John Jameson] durante mucho tiempo. Sentí que era un personaje que se había perdido con los años. Además, en este punto, es 1973, John Jameson es un astronauta y  hemos estado en la luna, así que me pregunté: "¿Qué haríamos con eso en el mundo de Spider-Man?" Y así fue como se desarrolló. También agregó otra capa de tensión a la relación de Spider-Man con J. Jonah Jameson. Como escritor, siempre desea encontrar una manera de aumentar la presión sobre el personaje principal, para aumentar la participación de otros personajes con ese personaje. En consecuencia, cualquier cosa que pudiera hacer que el odio de Jonah hacia Spider-Man fuera más intenso y al mismo tiempo más comprensible era un dispositivo útil dramáticamente.

Como Man-Wolf, Jameson fue el personaje principal en Creatures on the Loose # 30-37 (julio de 1974-septiembre de 1975).

## Biografía del personaje ficticio
Nacido en la ciudad de Nueva York, John Jonah Jameson III es el hijo del editor irascible y brusco del Daily Bugle, J. Jonah Jameson. Jonah está inmensamente orgulloso de su hijo, a quien ve como un verdadero héroe. Inicialmente un astronauta, fue visto por primera vez salvado por Spider-Man cuando su nave no funcionó correctamente al volver a entrar, algo que no hizo nada para agradar al rastreador de la pared a su padre, resentido por la forma de heroísmo de Spider-Man.
En una misión posterior, Jameson fue infectado con esporas que le dieron super-fuerza, pero lesionaron su cuerpo y su mente. Se vio obligado a llevar un "traje Júpiter" de retención de fuerza y luchó contra Spider-Man a pedido de su padre antes de recuperarse. Su padre lo convenció de ir tras Spider-Man, que fue visto robando un banco. El lanza-redes probó ser más listo, y Jonah pronto se enteró de que Spider-Man estaba salvando el banco de una bomba. Sin embargo, John no se preocupó por el malentendido; él solo buscaba venganza. Spider-Man logró neutralizar las esporas con electricidad, devolviendo así a Jameson a la normalidad.
Mientras estaba en la luna, Jameson encontró la mística piedra de los dioses, un rubí de otra dimensión. La joya se injertó a sí misma a su garganta y ampliadas tentáculos por todo su cuerpo. La luz de la luna activó la gema, que lo transformó en el licantrópico Hombre Lobo, y luchó con Spider-Man en esta forma bestial. El rubí le fue removido por Spider-Man.
Algún tiempo después, el rubí se volvió a unir a John gracias a Morbius, el Vampiro Viviente que utilizó al Hombre Lobo como un peón para que Morbius pudiera encontrar una cura para él. Hombre Lobo fue frustrado nuevamente por Spider-Man.
Más tarde, fue transportado a la dimensión conocida como el Otro Reino, desde la que se originó el rubí y la fuente de la radiación que transforma a John en el Hombre Lobo. Se reveló que el rubí fue creado por el moribundo Stargod para transmitir sus poderes. Mientras estaba en la Tierra Jameson solo podía transformarse parcialmente, lo que resulta en su comportamiento enloquecido. Mientras estaba en el Otro Reino podía transformarse por completo, lo que daba como resultado la retención de su conciencia humana mientras estuviera en forma de lobo. Asumió el manto de Stargod, y actuó como defensor del Otro Reino, y obtuvo nuevos poderes, como telepatía y manipulación de la energía. Luchó contra sus enemigos con una espada, un puñal y un arco largo en esta encarnación. Más tarde, optó por regresar a la Tierra, lo que resulta en que él pierde la habilidad de transformarse completamente, además de perder todos sus recuerdos de ser Stargod. Más tarde dejó que se le sometiera a un procedimiento para eliminar el rubí, restaurando la normalidad por algún tiempo.
Jameson se convirtió en el piloto del Quinjet personal del Capitán América por un período, utilizando la señal de llamada "Skywolf". Durante este tiempo, fue transformado temporalmente en Hombre Lobo por Dredmond Druida, que quería el poder de Stargod. Jameson dejó el empleo del Capitán América debido a su atracción a la entonces novia del Cap, Iguana.
Jameson sigue siendo amigo de Spider-Man y, a menudo trata de convencer a su padre de que "lo deje en paz." Pasó algún tiempo como Jefe de Seguridad de Ravencroft y salió brevemente con su directora, la Dra. Ashley Kafka. Tanto John como Ashley fueron despedidos por un director enfurecido por el escape del Camaleón y su posterior herida de parte de Kraven el Cazador II. A través de hipnoterapia, Kafka ayudó a descubrir que Jack O'Lantern había hecho que atacara a su padre hospitalizado. Esta terapia también desató brevemente el aspecto de Hombre Lobo de John antes de que Ashley fuera capaz de ayudar a John a reprimir sus cambios una vez más.
Durante la historia Guerra Civil, John ayudó al Capitán América mientras el último estaba escondido. Él estaba ayudando a Hulka a localizar e inscribir superhéroes no registrados. John también ha sido registrado como el Hombre Lobo bajo la Ley de Registro Superhumano. Durante este tiempo, el villano Stegron temporalmente lo transformó en el Hombre Lobo otra vez, como un efecto secundario de su último plan loco, para devolver a toda la población de Nueva York. Atacó a Mary Jane y a la Tía May en la Torre de los Vengadores, pero fue reducido por los Guardias de Tony Stark antes de que pudiera hacerles daño. Reed Richards posteriormente lo curó de esta forma.
John había estado saliendo con Hulka (Jennifer Walters) y los dos habían estado viviendo juntos durante algún tiempo, junto con el colaborador de Hulka, Augustus Pugliese. Finalmente se fugaron a Las Vegas. Sin embargo, John se vio obligado a convertirse en el Hombre Lobo una vez más después de que le inyectaron una sustancia misteriosa. Después de un breve alboroto, John dejó de luchar contra su situación y se convirtió en Stargod de nuevo. Él ahora conserva su inteligencia mientras tiene la forma de Hombre Lobo, tiene los poderes de Stargod, y aparentemente puede cambiar entre las formas humana y de lobo. Su condición sobrehumana actual se puede definir en sus propias palabras como "Yo soy un dios" y es apoyado por una batalla con un clon del Titán Loco Thanos en la que se mantuvo firme. Sin embargo, John no quiere ser Stargod porque siente que tener poderes le hace arrogante y salvaje. Hulka y Stargod se separaron después de descubrir que sus sentimientos por John fueron influenciados antes de su matrimonio por su antiguo compañero de los Vengadores, Starfox, y cuando ella supo que John había esperado convencerla de que renunciara a sus poderes permanentemente. Abatido, Stargod empezó a buscar aventuras en el espacio exterior, antes de regresar finalmente a la Tierra. Él volvió a su forma humana y trató de reconciliarse con Jennifer, pero cuando ella lo rechazó de nuevo, John se dio cuenta de que su relación realmente había terminado y firmó los papeles legales anulando su matrimonio.
Cuando llegó la próxima misión de John Jameson en el espacio, Alistair Smythe, Escorpión, y una nueva villana llamada Chica Mosca atacan la base de despegue con un ejército de esbirros cyborg (cada uno queriendo vengarse de J. Jonah Jameson), donde sabotearon el despegue y exigieron un rescate por John Jameson. John fue salvado.
Poco después, John Jameson fue atacado en la Estación Espacial Apogeo 1 por colaboradores controlados mentalmente por el Doctor Octopus, que quería tomar el control de la estación. Con la ayuda de Spider-Man y la Antorcha Humana, fue capaz de salvar el día y la estación se estrelló de forma segura en el océano, con sus empleados sanos y salvos.

## Poderes y habilidades
Jameson es un piloto y astronauta experto y tiene experiencia en combate cuerpo a cuerpo y en una variedad de armas.

### Como el Hombre Lobo
Jameson poseía fuerza, agilidad, velocidad, curación y durabilidad sobrehumanas, así como sentidos agudizados. También tiene grandes dientes afilados y garras para utilizarlos como armas una vez transformado. La fuerza y el grado de inteligencia del Hombre Lobo varía según las fases de la luna. Jameson no conservó su personalidad o inteligencia mientras tenía forma de Hombre Lobo. Él no era un hombre lobo tradicional y no era vulnerable a la plata. Mientras que en el Otro Reino, Jameson poseía tanto su intelecto humano como el cuerpo del Hombre Lobo, así como una vasta fuerza sobrehumana, un alto grado de durabilidad y poderes telepáticos.

### Como Stargod
Jameson posee tanto su intelecto humano como el cuerpo del Hombre Lobo. Tiene poderes cósmicos, cuya extensión total todavía no ha sido revelada. Lleva una armadura de malla a escala y usa una espada, un puñal, un arco corto y flechas.

## Otras versiones

### Tierra X
En la Tierra X, John Jameson vive en la luna y es el padre de Jay Jameson. Apareció por primera vez en Earth X #0.

### House of M
En el universo House of M, John Jameson fue parte del proyecto que le dio a los Cuatro Fantásticos sus poderes. Jameson está en la nave espacial junto con Ben Grimm, Reed Richards, y Susan Storm. En lugar de transformarse en la Antorcha murió junto con Richards y Sue, dejando solo a Ben vivo en la forma de la Cosa pero llamándose It.

### MC2
En el universo alternativo MC2, John Jameson se casó con la Dra. Ashley Kafka y tuvieron un hijo, Jack. Jack se convirtió en el aventurero disfrazado conocido como Buzz.

### Newuniversal
En el mundo alternativo de newuniversal, el Teniente General John Jameson es ayudante del Presidente del Estado Mayor Conjunto de los Estados Unidos, el General Thad Ross, y está involucrado en organizar un ataque aéreo para matar a Ken Connell. El intento no tiene éxito.

### What If?
En "¿Y si la araña radiactiva hubiera mordido a otra persona?", John Jameson es uno de los tres candidatos - junto con Betty Brant y Flash Thompson - que es mordido por la araña radioactiva que le dio a Spider-Man sus poderes. Equipado con una mochila cohete, y sobre la implacable porvocación de su padre a favor de la publicidad de su periódico, John empieza a luchar contra el crimen como "Spider Jameson". Sin embargo, cuando intenta salvar a un astronauta de su cápsula a punto de chocar (la misma situación de la que fue salvado por Spider-Man en la continuidad principal), su mochila cohete se queda sin combustible, pero Jameson heroicamente sacrifica su vida al usar su propio cuerpo para amortiguar el impacto de la cápsula. La muerte de su hijo hace que Jonah Jameson repiense sus actitudes implacables, y posteriormente dedica el Daily Bugle a la promoción de los superhéroes, no a su persecución.

## En otros medios

### Televisión
- John Jameson apareció en la saga El Traje Alienígena en Spider-Man: la serie animada con la voz de Michael Horton. En su primera aparición, sin querer trae el simbionte Venom a la Tierra.

- John, así como su alter ego Hombre Lobo, apareció en la serie animada Spider-Man Unlimited con John Jameson recibiendo la voz de John Payne y los efectos vocales del Hombre Lobo hechos por Scott McNeil. En la serie, mientras viaja al espacio, John Jameson se estrelló en la Contratierra gracias a Venom y Carnage. Él y Spider-Man (que fue allí para salvarle y llevarlo de vuelta a la Tierra) se unió a los humanos rebeldes para luchar contra el Alto Evolucionador y sus Beastiales y restablecer la paz en la Contratierra. Más tarde, como se ve en el episodio "Enfermo por la Luna," el Alto Evolucionador ha experimentado con Jameson y cada vez que se enoja se convierte en el Hombre Lobo marcando la primera aparición animada del Hombre Lobo.
- John Jameson aparece en varios episodios de The Spectacular Spider-Man[18] con la voz de Daran Norris. Él es un coronel de la Fuerza Aérea y astronauta de transporte. Cuando su padre planeó escribir un artículo sobre cómo John salvó a Nueva York al encontrar la bomba que el Duende Verde plantó, John le advirtió que daría lugar a una investigación que lo sacaría de una misión espacial por venir. Más tarde, su nave espacial falla después de ser golpeada por un asteroide y casi se estrella - similar a Amazing Spider-Man #1— pero John es capaz de aterrizar de forma segura la nave, que contiene el simbionte alienígena. La ira de J. Jonah Jameson de que otros periódicos que tenían la batalla de Spider-Man con el Duende Verde en la primera plana vendió más que el Bugle, con la supervivencia de John Jameson como la noticia de primera plana, causó que Jonah declarara completamente a Spider-Man como una amenaza. En el episodio "Dolores de Crecimiento," John Jameson revela haber sido expuesto a esporas alienígenas, debido al contacto con el simbionte, que le han estado haciendo más grande, más pesado y más fuerte, haciendo que el Dr. Curt Connors diseñe un traje especial para él. En el momento cuando Veneno estaba culpando a Spider-Man, J. Jonah Jameson le hizo convertirse en un superhéroe llamado "Coronel Júpiter." Veneno le atacó, culpando a Spider-Man y causando que los efectos de las esporas en él aumentaran, conduciendo eventualmente a Jameson a luchar contra Spider-Man. Después de una pelea brutal, Spider-Man descubrió que la electricidad podría destruir las esporas. Al ser expuesto a 2.000.000 de voltios de electricidad, John Jameson volvió a ser físicamente normal. Más tarde terminó en Ravencroft, todavía pidiendo el poder de las esporas.

- Aparece en la nueva serie Ultimate Spider-Man (2.ª temporada), en el episodio 10 "El Hombre Lobo", cuando Spider-Man y su equipo van al rescate de John a la Luna, por el apoyo de su padre J. Jonah Jameson, haciendo parte de un equipo de la construcción de un satélite lunar. John encontró una antigua gema alienígena y lo ven transformándose en un hombre lobo blanco.
- John Jameson / Hombre-Lobo aparece en Spider-Man, con la voz de Josh Keaton. En el episodio "Academia Osborn", John Jameson se encuentra entre las personas que audicionan para un puesto en la Academia Osborn, donde muestra su conocimiento del programa espacial. En el episodio "Luna en Halloween", John Jameson y Harry Osborn trabajaron en un experimento que involucró un cristal lunar que se alimentó de la radiación gamma que convirtió a John Jameson en Hombre Lobo, cuyo rasguño convirtió a los hombres que fueron alcanzados por las garras de Hombre-Lobo en hombres lobo. Tomó a Spider-Man, Hulk, Gwen Stacy y Harry Osborn para deshacer los efectos de las transformaciones Hombre-Lobo y curar a los infectados. Mientras que Norman Osborn estaba disgustado porque involucró a Harry al recibir el cristal lunar, John Jameson afirmó que la forma del Hombre-Lobo tenía una personalidad diferente ya que Norman Osborn planea encontrar una forma de corregir los efectos del cristal lunar.

### Películas
- John Jameson aparece en Spider-Man 2, interpretado por Daniel Gillies.[19] Un astronauta conocido por ser el primer hombre en jugar al fútbol en la luna, desarrolla rápidamente una relación con Mary Jane Watson que acepta su propuesta de matrimonio de inmediato. Sin embargo, Mary Jane (debido a que realmente no ama a John) lo deja en el altar para volver con Peter Parker.
- John Jameson aparece brevemente en la película de 2018 Venom, interpretado por Chris O'Hara.[20] Empleado de la Fundación Vida, es el único astronauta sobreviviente de la nave espacial de Carlton Drake (que lleva a los simbiontes) y su cuerpo es infestado por el simbionte Riot. Cuando John es movido por los técnicos de emergencias de Malasia, Riot salta hacia Corinne Wan y choca la ambulancia, dejando el destino de John desconocido.

### Videojuegos
- James Jameson aparece en Spider-Man 2, con la voz de Charles Klausmeyer.